# اولوچارا
اولوچارا (به لاتین: Ulluchara) یک منطقهٔ مسکونی در روسیه است که در شهرستان آگولسکی واقع شده‌است.